# Xian de Huachi
Le xian de Huachi (华池县 ; pinyin : Huáchí Xiàn) est un district administratif de la province du Gansu en Chine. Il est placé sous la juridiction de la ville-préfecture de Qingyang.

## Démographie
La population du district était de 124 299 habitants en 1999.